# Predrag Rajković
Predrag Rajković (en serbe en écriture cyrillique : Предраг Рајковић), né le 31 octobre 1995 à Negotin en Yougoslavie (auj. en Serbie), est un footballeur international serbe qui évolue au poste de gardien de but au Ittihad Club.

## Carrière

### En club
À la suite de l'Euro des moins de 19 ans, il est repéré par l'Étoile rouge de Belgrade qui le recrute au mois d'août 2013.
Le 29 août 2015, Rajković rejoint le Maccabi Tel Aviv pour une durée de contrat de cinq ans. Le 22 juin 2019, il signe au Stade de Reims pour quatre ans.
Le 20 juin 2022, il quitte le club de Reims pour le RCD Majorque en signant un contrat pour les quatre prochaines saisons.

### En sélection
En 2013, il fait partie du groupe qui gagne l'Euro des moins de 19 ans en finale contre la France, c'est le sélectionneur Ljubinko Drulović qui le remarque alors qu'il n'est même pas titulaire en club. C'est cette compétition qui le révèle à la Serbie ainsi qu'à tous les observateurs, Rajković offre à la Serbie sa place en finale lors du match de demi-finale contre le Portugal, où il effectue plusieurs arrêts aériens importants en cours de match et arrête deux penaltys lors de la séance de tirs au but.
En août 2013, il est sélectionné pour jouer avec l'équipe A de Serbie un match amical contre la Colombie.
Il dispute sa première compétition internationale lors de la Coupe du monde 2018 en Russie.
Le 11 novembre 2022, il est sélectionné par Dragan Stojković pour participer à la Coupe du monde 2022.
Il est retenu dans la liste des 26 joueurs serbes du sélectionneur Dragan Stojković pour participer à l'Euro 2024.

## Statistiques
| Saison                | Club                     | Championnat           | Championnat | Championnat | Coupe nationale | Coupe nationale | Coupe de la Ligue | Coupe de la Ligue | Compétition(s) continentale(s) | Compétition(s) continentale(s) | Compétition(s) continentale(s) | Total | Total |
| Saison                | Club                     | Division              | M.          | B.          | M.              | B.              | M.                | B.                | Comp.                          | M.                             | B.                             | M.    | B.    |
| 2012-2013             | FK Jagodina              | SuperLiga             | 2           | 0           | -               | -               | -                 | -                 | C3                             | -                              | -                              | 2     | 0     |
| 2013-2014             | FK Jagodina              | SuperLiga             | 2           | 0           | -               | -               | -                 | -                 | C3                             | -                              | -                              | 2     | 0     |
| Sous-total            | Sous-total               | Sous-total            | 4           | 0           | -               | -               | -                 | -                 | -                              | -                              | -                              | 4     | 0     |
| 2013-2014             | Étoile rouge de Belgrade | SuperLiga             | 1           | 0           | -               | -               | -                 | -                 | C3                             | -                              | -                              | 1     | 0     |
| 2014-2015             | Étoile rouge de Belgrade | SuperLiga             | 28          | 0           | -               | -               | -                 | -                 | -                              | -                              | -                              | 28    | 0     |
| 2015-2016             | Étoile rouge de Belgrade | SuperLiga             | 6           | 0           | -               | -               | -                 | -                 | C3                             | 2                              | 0                              | 8     | 0     |
| Sous-total            | Sous-total               | Sous-total            | 35          | 0           | -               | -               | -                 | -                 | -                              | 2                              | 0                              | 37    | 0     |
| 2015-2016             | Maccabi Tel-Aviv         | Ligat HaAl            | 34          | 0           | 3               | 0               | -                 | -                 | C1                             | 6                              | 0                              | 43    | 0     |
| 2016-2017             | Maccabi Tel-Aviv         | Ligat HaAl            | 35          | 0           | 6               | 0               | 2                 | 0                 | C3                             | 14                             | 0                              | 57    | 0     |
| 2017-2018             | Maccabi Tel-Aviv         | Ligat HaAl            | 36          | 0           | 1               | 0               | 5                 | 0                 | C3                             | 14                             | 0                              | 56    | 0     |
| 2018-2019             | Maccabi Tel-Aviv         | Ligat HaAl            | 31          | 0           | 4               | 0               | -                 | -                 | C3                             | 8                              | 0                              | 43    | 0     |
| Sous-total            | Sous-total               | Sous-total            | 136         | 0           | 14              | 0               | 7                 | 0                 | -                              | 42                             | 0                              | 199   | 0     |
| 2019-2020             | Stade de Reims           | Ligue 1               | 27          | 0           | -               | -               | 3                 | 0                 | -                              | -                              | -                              | 30    | 0     |
| 2020-2021             | Stade de Reims           | Ligue 1               | 37          | 0           | -               | -               | -                 | -                 | C3                             | 2                              | 0                              | 39    | 0     |
| 2021-2022             | Stade de Reims           | Ligue 1               | 38          | 0           | -               | -               | -                 | -                 | -                              | -                              | -                              | 38    | 0     |
| Sous-total            | Sous-total               | Sous-total            | 102         | 0           | 0               | 0               | 3                 | 0                 | -                              | 2                              | 0                              | 107   | 0     |
| 2022-2023             | RCD Majorque             | LaLiga                | 36          | 0           | -               | -               | -                 | -                 | -                              | -                              | -                              | 36    | 0     |
| 2023-2024             | RCD Majorque             | LaLiga                | 36          | 0           | -               | -               | -                 | -                 | -                              | -                              | -                              | 36    | 0     |
| Sous-total            | Sous-total               | Sous-total            | 72          | 0           | 0               | 0               | 0                 | 0                 | -                              | 0                              | 0                              | 72    | 0     |
| 2024-2025             | Ittihad Club             | Saudi Pro League      | 27          | 0           | 4               | 0               | -                 | -                 | -                              | -                              | -                              | 31    | 0     |
| Total sur la carrière | Total sur la carrière    | Total sur la carrière | 376         | 0           | 18              | 0               | 10                | 0                 | -                              | 46                             | 0                              | 450   | 0     |

## Palmarès
Serbie
- Vainqueur du championnat d'Europe des moins de 19 ans en 2013.
- Vainqueur de la Coupe du monde des moins de 20 ans en 2015.

 Étoile rouge de Belgrade
- Champion de Serbie en 2014 et 2016.

 Maccabi Tel-Aviv
- Champion d'Israël en 2019.
- Vainqueur de la Coupe de la Ligue en 2018 et 2019.

 RCD Majorque
- Finaliste de la Coupe du Roi en 2024